# Symcha Fostel
Symcha Fostel – polski aktor żydowskiego pochodzenia, który zasłynął głównie z ról w przedwojennych żydowskich filmach i sztukach teatralnych w języku jidysz.
Podczas II wojny światowej został przesiedlony do getta warszawskiego, gdzie kontynuował pracę aktora i występował w tamtejszych teatrach, kawiarniach i kabaretach. W kwietniu 1943 roku został wywieziony do Poniatowej, gdzie prawdopodobnie zginął.

## Filmografia
- 1938: Mateczka
- 1938: List do matki
- 1937: Ślubowanie
- 1936: Judel gra na skrzypcach